# Hélène Robert (femme politique)
Pour les articles homonymes, voir Hélène Robert et Robert.
Hélène Robert (née le 2 octobre 1945 à Sainte-Scholastique) est une femme politique québécoise. Elle a été députée péquiste de la circonscription électorale de Deux-Montagnes à l'Assemblée nationale du Québec de 1994 à 2007.

## Biographie
En 1965, Hélène Robert obtient un brevet en enseignement. Elle est enseignante de 1965 à 1994. À partir de 1985, elle s'engage dans des causes sociales et politiques avant d'entrer dans le Parti québécois.
À l'élection générale québécoise de 1994 elle se présente comme députée à l'Assemblée nationale dans la circonscription de Deux-Montagnes. Elle est élue avec 5 869 voix d'avance sur la candidate du Parti libéral Francine Labelle. Elle est réélue à l'élection générale de 1998 et à l'élection de 2003. Pendant ses mandats, elle est adjointe parlementaire au ministre responsable de la région des Laurentides et secrétaire régionale pour la région des Laurentides du 29 janvier 1996 au 28 octobre 1998, vice-présidente de la Commission de l'aménagement du territoire du 4 mars 1999 au 4 mars 2001 et de la Commission de l'administration publique du 27 mars 2001 au 12 mars 2003. Elle est porte-parole de l'opposition officielle en matière de lois professionnelles de 2003 à 2004 (et présidente de séance depuis 2003) puis en matière de ruralité.
Elle est récipiendaire, en 2005, de la Médaille de l'Assemblée nationale.
Ayant décidé de quitter la vie politique, elle annonce sa décision de ne pas se présenter à l'élection générale québécoise de 2007. Pour lui succéder comme candidat péquiste de la circonscription, deux candidats étaient en lice : Benoit Charette et Daniel Goyer. C'est ce dernier qui remportera l'investiture. Lisette Lapointe a songé à se présenter dans cette circonscription, mais s'est finalement tournée vers celle de Crémazie devant le refus d'un des deux candidats de se désister.